# Héctor Sabatino Cardelli
Héctor Sabatino Cardelli (Godoy, 14 de julho de 1941) é um padre argentino que serviu como bispo da Diocese de San Nicolás de los Arroyos até 11 de novembro de 2016.

## Vida
Ele nasceu em Godoy, província de Santa Fé, em 30 de agosto de 1941; Ordenado sacerdote em 21 de setembro de 1968, em Rosário, por Dom Guillermo Bolatti, arcebispo de Rosário.1 Foi pároco desde 1976 na paróquia María Madre de la Iglesia, localizada no bairro Matheu de Rosário, a quem encorajou vigorosamente a desenvolver sua escola.
Dom Héctor Cardelli foi o fundador da Pastoral da Família na paróquia de María Madre de la Iglesia e hoje esta catequese continua firmemente.
Foi eleito bispo titular de Fornos Maggiore e auxiliar de Rosário em 15 de maio de 1995 por São João Paulo II; Foi ordenado bispo em 14 de julho de 1995 em Rosário, por Dom Eduardo Vicente Mirás, Arcebispo de Rosário (co-consagradores: Dom Mario Maulión, Bispo de San Nicolás de los Arroyos e Dom Jorge M. López, Arcebispo Emérito de Rosário); 2 transferido para a Diocese de Concordia em 2 de maio de 1998, tomou posse desta sede em 4 de julho de 1998; transferido para a diocese de San Nicolás de los Arroyos em 21 de fevereiro de 2004; tomou posse desta sé e iniciou seu ministério pastoral como sétimo bispo de San Nicolás em 1º de maio de 2004.